# Lean & Green Management
Lean & Green ist ein Konzept, das Effizienzsteigerungen in den Wertschöpfungsprozessen von Unternehmen mit Umwelt- und Nachhaltigkeitsaspekten verbindet. Im Fokus steht die Frage, wie sich die Ressourceneffizienz eines Unternehmens steigern lässt und eine nachhaltige Unternehmensausrichtung unterstützt werden kann.

## Erweiterung des Lean Management
Lean Management ist eine ganzheitliche Management-Philosophie mit der Absicht, Kosten, Qualität und Lieferfähigkeit kontinuierlich zu optimieren. Ziel ist es, alle Aktivitäten, die für die Wertschöpfung notwendig sind, optimal aufeinander abzustimmen und überflüssige Tätigkeiten (Verschwendung, japanisch „Muda“) zu vermeiden. Lean & Green stellt eine Weiterentwicklung der Lean-Management Ansätze dar und hat das Ziel, neben der Steigerung der Wettbewerbsfähigkeit auch die Umweltbilanzen von Unternehmen kontinuierlich zu verbessern.

## Kernidee
Wachstum und kontinuierliche Verbesserung sind schon immer das Ziel von Unternehmen. Zunehmend geraten neben den ökonomischen Zahlen nun auch soziale und ökologische Faktoren in den Fokus von Kunden, Öffentlichkeit und Investoren. Treiber dieser Entwicklungen sind politische Rahmengesetzgebungen und Initiativen, zunehmend bewusste Konsumenten, Rohstoffknappheit oder Kostendruck. Die Gestaltung von ressourceneffizienten (Produktions-)Prozessen entwickelt sich dadurch zu einem der kritischen Erfolgsfaktoren für Unternehmen.
Lean & Green Konzepte verfolgen daher das Ziel Lean-Management strategisch, operativ und organisatorisch mit dem Thema Umweltschutz und Ressourceneffizienz zu verbinden und dadurch eine Basis zu schaffen bei der auch ökologische Themen als Teil des kontinuierlichen Verbesserungsprozesses vorangetrieben werden. Prozesse zu optimieren und Verschwendung zu minimieren ist bei Lean & Green Konzepten nicht nur ein Mittel zur Steigerung des Unternehmenserfolgs, sondern verbessert Umwelt- und Sozialwirkung des Unternehmens, was wiederum gesamt-gesellschaftlichen Nutzen mit sich bringt.

## Methodische Verbindung
Die Nähe von klassischen Lean-Ansätzen zu Umwelt- und Ressourceneffizienzthemen liegt im gemeinsamen Fokus auf Verschwendung begründet. Ziel von Lean Management ist es Verschwendung (also nicht-wertschöpfende Tätigkeiten) zu vermeiden oder zu minimieren. Dies führt zu effizienteren Prozessen und somit auch zu geringerem Ressourceneinsatz. Zentral für die Zielerreichung von Nachhaltigkeit (Green Management) ist in allen Konzepten der Umgang mit Ressourcen. Die entscheidende Frage ist, wie diese am besten eingesetzt werden, um eine nachhaltige Entwicklung zu unterstützen. Lean & Green zeigt somit zwei Seiten einer Medaille auf, die sich gegenseitig beeinflussen und direkte Auswirkungen auf die Ressourceneffizienz eines Unternehmens haben. Ein besonders schlankes („leanes“) Unternehmen ist zugleich auch ressourceneffizienter und somit Green.

## Verknüpfung in Managementsystemen
Lean Management wird als eine Unternehmensphilosophie bezeichnet und stellt nicht nur einen Baukasten von Optimierungswerkzeugen dar. Meist ist Lean-Management die Basis von ganzheitlichen Managementsystemen in Unternehmen. Solche Lean-Managementsysteme bieten ein breiteres Fundament, um Prozesse schlanker und nachhaltiger zu gestalten. Ziel von Lean & Green Ansätzen ist es, diese Systeme mit ökologischen Prinzipien (z. B. Zero-Emission oder Kreislaufwirtschaft) zu erweitert. Dadurch lassen sich die Prinzipien und Praktiken ganzheitlich einbinden und die Philosophie der kontinuierlichen Verbesserung wird tief in Organisation und Belegschaft verankert. Lean & Green wird dadurch Teil der Unternehmenskultur und führt dazu, dass Partizipation und Veränderungsbereitschaft gestärkt werden. Zudem werden über Produktions- und Managementsysteme Leitplanken vorgegeben, die helfen, die langfristige Ausrichtung des Unternehmens zu unterstützen und eine strategische Zielsetzung operativ greifbar zu machen.

## Lean & Green in der Lieferkette
Im Lean Management spielt die Einbindung und Entwicklung der Lieferanten und Partner eine große Rolle. Aktive Lieferantenentwicklung und partnerschaftlicher Austausch helfen dabei, Prozesse zu harmonisieren sowie kontinuierliche und gegenseitige Verbesserungen umzusetzen. In Lean & Green Konzepten gilt es neben den klassischen Lean Ansätzen auch ökologische Prinzipien entlang der der Wertschöpfungskette zu verbessern. Lean & Green Ansätze helfen dabei sowohl wirtschaftlichen als auch ökologischen Mehrwert zu schaffen und erleichtern es dadurch den Unternehmen, die eigenen Lieferketten nachhaltiger zu gestalten. Gerade in diesem Bereich existieren entscheidende Stellhebel, um die ökologische und soziale Performance des eigenen Unternehmens zu verbessern.

## Lean & Green Awards

### Lean & Green Management Award
Der „Lean & Green Management Award“ würdigt seit 2012 besonders erfolgreiche Ansätze im Bereich Lean Management und Ressourceneffizienz und hat es sich zur Aufgabe gemacht, die Ergebnisse interessierten Firmen zugänglich zu machen, um so einen Best-Practice Austausch zwischen Unternehmen und Industrien anzuregen. Im Fokus steht die Frage, wie sich alle Verschwendungsarten in einem Unternehmen reduzieren lassen. Der Award wird im Rahmen einer Kooperation der Vogel Communication Group und der T&O Unternehmensberatung durchgeführt. Der Award wird international vergeben und richtet sich an Firmen aller produzierenden Branchen, an deren teilnehmendem Produktionsstandort mindestens 150 Mitarbeiter beschäftigt sind.

### Lean and Green Award Logistik
Der "Lean and Green Logistik Award" hat zum Ziel, teilnehmende Unternehmen für ihre Erfolge bei der Reduzierung ihres CO2-Ausstoßes in Lager- und Logistikprozessen zu zertifizieren. Wie die konkreten Aktionen zur Reduzierung des CO2-Ausstoßes aussehen, bleibt den Unternehmen überlassen. Der Award wurde von dem niederländischen Logistikunternehmen „Connekt“ ins Leben gerufen. In Deutschland zertifiziert „GS1 Germany“-Unternehmen, die CO2 in ihrer Logistik einsparen wollen. Bei Erfolg erhält das Unternehmen den Lean and Green Award und darf künftig das Logo sowie Marketingmaterialien von Lean and Green nutzen.